# Royal Society of Literature

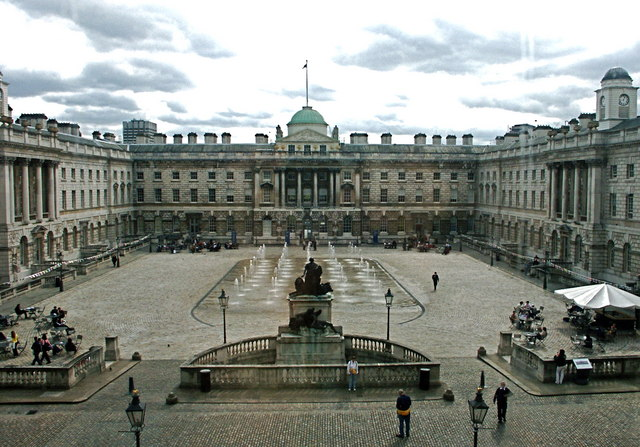
Pátio da Somerset House, em Londres, a sede da Sociedade Real de Literatura.

Sociedade Real de Literatura (em inglês:  Royal Society of Literature - RSL) é a "principal organização literária na Grã-Bretanha". Foi fundada em 1820 pelo rei Jorge IV, com o objetivo de "premiar o mérito literário e excitar o talento literário". O primeiro presidente da sociedade foi Thomas Burgess, Bispo de St David (que mais tarde foi nomeado Bispo de Salisbury). Há 450 fellows da Royal Society of Literature (geralmente 14 novos fellows são nomeados por ano), que ganham o privilégio de usar as letras de pós-nominais FRSL.
Entre os antigos fellows da Sociedade Real de Literatura estão J. R. R. Tolkien, Samuel Taylor Coleridge, W. B. Yeats, Rudyard Kipling, Thomas Hardy, George Bernard Shaw e Arthur Koestler. Entre os membros atuais estão Chinua Achebe, Antonia Fraser, Athol Fugard, Doris Lessing, V. S. Naipaul, Peter Dickinson, Tom Stoppard, Helen Dunmore, Roger Scruton e J. K. Rowling.
A Sociedade publica uma revista anual, a The Royal Society of Literature Review, e administra uma série de prêmios literários, incluindo o Prêmio Ondaatje, o Prêmio Jerwood e o Prêmio Memorial V. S. Pritchett. A RSL também mantém um sistema de adesão e oferece um variado programa de palestras mensais aos seus membros e convidados. A Sociedade tem sede no palácio Somerset House, em Londres, Reino Unido.